# Молодые стрелки 2
«Молодые стрелки II» («Револьверы молодых II», англ. Young Guns II - Blaze of Glory) — вестерн 1990 года и сиквел фильма «Молодые стрелки» 1988 года.
Хотя фильм трудно назвать исторически достоверным, он отражает ряд ключевых событий биографии легендарного ганфайтера Билли Кида (1859—1881), включая его переговоры с губернатором Лью Уоллесом, поимку его с помощью бывшего приятеля, ставшего врагом, Пэта Гарретта, суд над ним и его последующее бегство, во время которого он сумел застрелить двоих помощников шерифа.

## Описание сюжета
Нью-Мексико, 1950 год. Молодого адвоката вызывает для интимной беседы в безлюдном месте дряхлый старик-ковбой, безапелляционно заявляющий ему, что он является тем самым легендарным ганфайтером Уильямом Бонни, известным также под именем Билли «Кид» (Билли «Малыш»), банду которого разыскивали 70 лет тому назад за многочисленные преступления. Недоверчивому законнику приходится выслушать исповедь предполагаемого самозванца, с трудом разбирая, что в ней является правдой, а что — горячечным бредом стоящего одной ногой в могиле подозрительного бродяги…
Округ Линкольн, 1880 год. Федеральным властям в лице решительного губернатора Лью Уоллеса, расследующим события местной фермерской войны, удаётся сначала арестовать Чавеса и «Дока» Скарлока, а затем заманить в ловушку и самого Билли. В разговоре с преступником генерал обещает ему помилование в обмен на показания против коррумпированных представителей властей. Несмотря на нарушение своего слова коварным губернатором, решительному и ловкому Билли удаётся не только сбежать из здания суда в Линкольне, но и освободить своих товарищей. 
Бывшие «регуляторы» снова скрываются на южной границе, обзаведясь двумя новыми напарниками и планируя дальнейшую жизнь в Мексике, для которой необходимы деньги. После того как попытка их выбить долги у партнёра своего покойного хозяина — богатого скотопромышленника Джона Чизума — терпит крах, последний переходит на сторону властей, посоветовав губернатору назначить шерифом бывшего партнёра Билли Пэта Гарретта — опытного стрелка, но амбициозного и честолюбивого человека. Произнеся сакраментальную фразу «чтобы поймать вора, нужен другой вор», Чизум обещает Гарретту солидное вознаграждение в 1000 долларов.
Заручившись поддержкой местных «охотников за головами» и позабыв о своей дружбе с «Регуляторами», беспринципный Гарретт методично преследует бывших напарников, уничтожая одного за другим. Наконец, в одном из мексиканских посёлков он настигает и неуловимого Билли Кида. Между двумя противниками разворачивается психологический поединок, в котором не имеет преимуществ ни одна из сторон, за исключением того, что настигнутый Билли оказывается безоружным. Однако раздающийся вслед за этим выстрел из револьвера Гарретта не сопровождается кадрами смерти знаменитого ганфайтера, которого просто хоронят в закрытом гробу. 
Финальные кадры не позволяют признать Билли убитым наверняка, оставляя почву для дальнейших рассуждений и народных легенд.

## В ролях
- Эмилио Эстевес — Билли «Малыш» Бонни
- Кифер Сазерленд — Гордон «Док» Скарлок
- Лу Даймонд Филлипс — Хосе Чавес
- Кристиан Слейтер — «Арканзас» Дэйв Рудабо
- Уильям Петерсен — Пэт Гарретт
- Алан Рак — Хендри Уильям Френч
- Р. Д. Колл — Д. А. Райнерсон
- Джеймс Коберн — Джон Чизум
- Бальтазар Гетти — Том О’Фолльярд
- Джек Кихоу — Эшмун Апсон
- Роберт Неппер — депутат Карлайл
- Том Карлендер — Дж. У. Белл
- Вигго Мортенсен — Джон У. По
- Леон Риппи — Роберт «Боб» Олинджер
- Трейси Уолтер — Бивер Смит
- Брэдли Уайтфорд — Чарльз Фален
- Скотт Уилсон — губернатор Лью Уоллес
- Дженни Райт — Джейн Грэтоус
- Джон Хэммил — Пенделтон
- Хоуи Янг — По Посс
- Уильям Дж. Фишер — второй помощник
- Карлотта Гарсиа — Дельвина Максвелл
- Джой Бьютон — Хуанита
- Альберт Трухильо — Хесус Сильва

## Премии и награды
- 1991 — Номинация на «Оскар» в категории «Лучшая музыка» за песню англ. «Blaze of Glory», которую написал и исполнил Джон Бон Джови. В тот же год песня получила «Золотой глобус» в аналогичной номинации, а также была выдвинута на премию «Гремми». См. также: Blaze of Glory (альбом Джона Бон Джови).